# المراجعات
المراجعات یا رهبری امام علی در قرآن و سنت یکی از کتب شیعه‌است که توسط عبدالحسین شرف الدین موسوی نوشته شده‌است.
در سال ۱۳۳۰ هجری قمری، نویسنده کتاب به مصر رفته و با شیخ سلیم بشری، رئیس دانشگاه الازهر دیدار می‌کند. این دیدار باعث مباحثه آن دو در حول اعتقادات شیعه و سنی می‌شود که به صورت ۱۱۲ نامه ادامه پیدا می‌کند.

## محاسن کتاب
آنچه زیبایی این کتاب را دوچندان کرده رعایت ادب و احترام طرفین است. این کتاب، بر خلاف بسیاری از مباحثات - که پر است از اهانت‌ها و هتک حرمت‌ها- بدون کوچکترین شائبه‌ای از توهین و با انصاف متقابل تألیف گشته‌است و این امر اهمیت خواندن آن را برای هر انسان حقیقت جو، دوچندان می‌کند.

## ترجمه های فارسی
- ترجمه سردار کابلی
- ترجمه ابوالفضل نجم آبادی
- ترجمه احمد بانپور
- ترجمه محمدجعفر امامی

## ارجاعات
1. ↑  شرف الدین موسوی عاملی ۱۳۹۹، صص. ۲۲–۲۳، زندگی‌نامهٔ مؤلف.
2. ↑  شرف الدین موسوی عاملی ۱۳۹۹، صص. ۱۱–۱۴، مقدمه جدید مترجم.